# Eric Verdonk
Eric Verdonk (Taihape, 28 maggio 1959 – Auckland, 3 aprile 2020) è stato un canottiere neozelandese.

## Palmarès

### Olimpiadi
- 1 medaglia:
  - 1 bronzo (Seul 1988 nel singolo)

### Giochi del Commonwealth
- 1 medaglia:
  - 1 bronzo (Edimburgo 1986 nel singolo)